# Битва на реке Лех (1632)
Битва на реке Лех или Битва под Райном (нем. Schlacht bei Rain am Lech) — сражение, произошедшее 15 апреля 1632 года во время Тридцатилетней войны на реке Лех между шведской армией короля Густава II Адольфа и войсками Католической Лиги под командованием  И. Тилли.

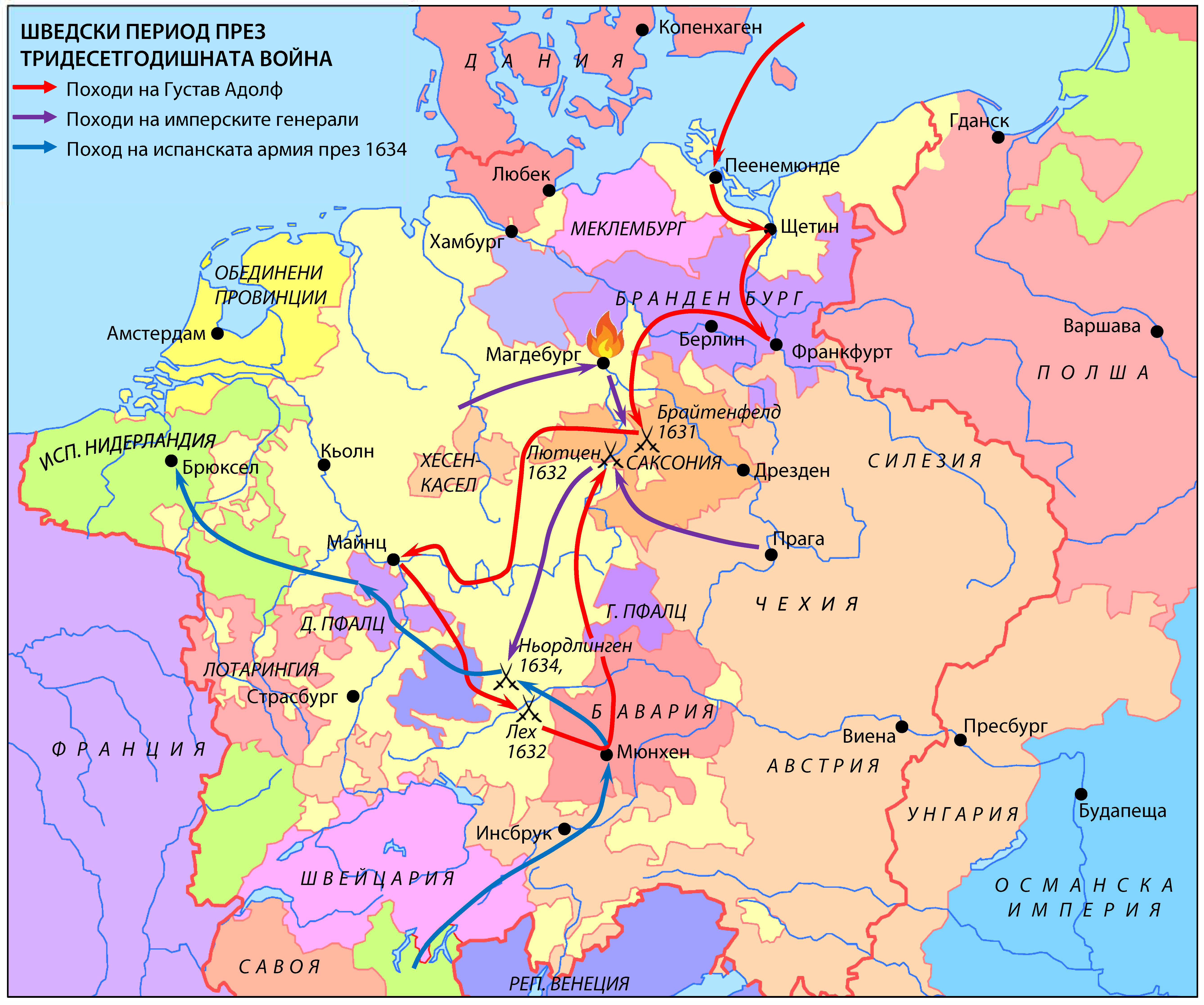
Шведский период Тридцатилетней войны

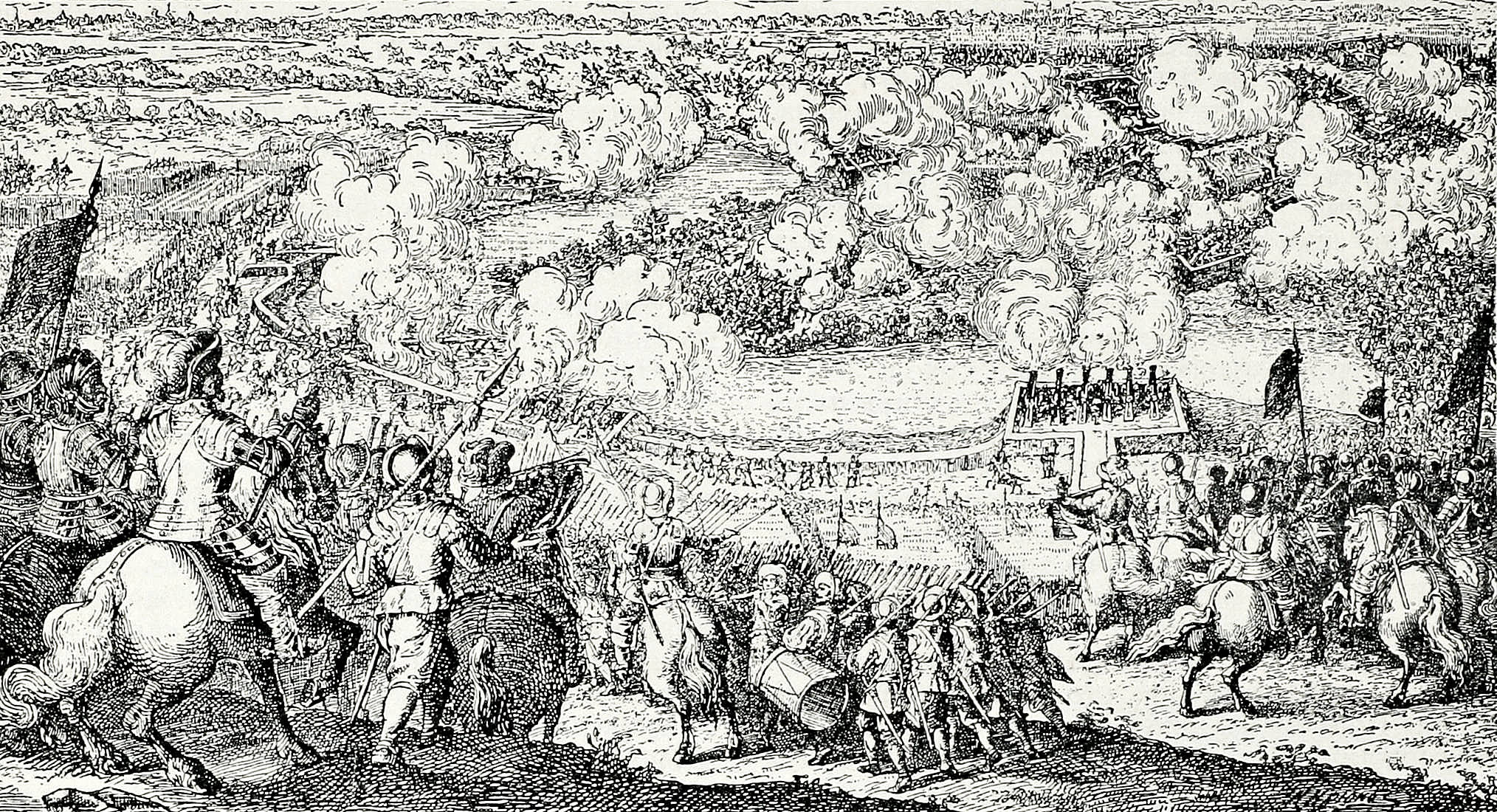
Переправа через Лех
(рисунок из статьи «Лех»
«Военная энциклопедия Сытина»)

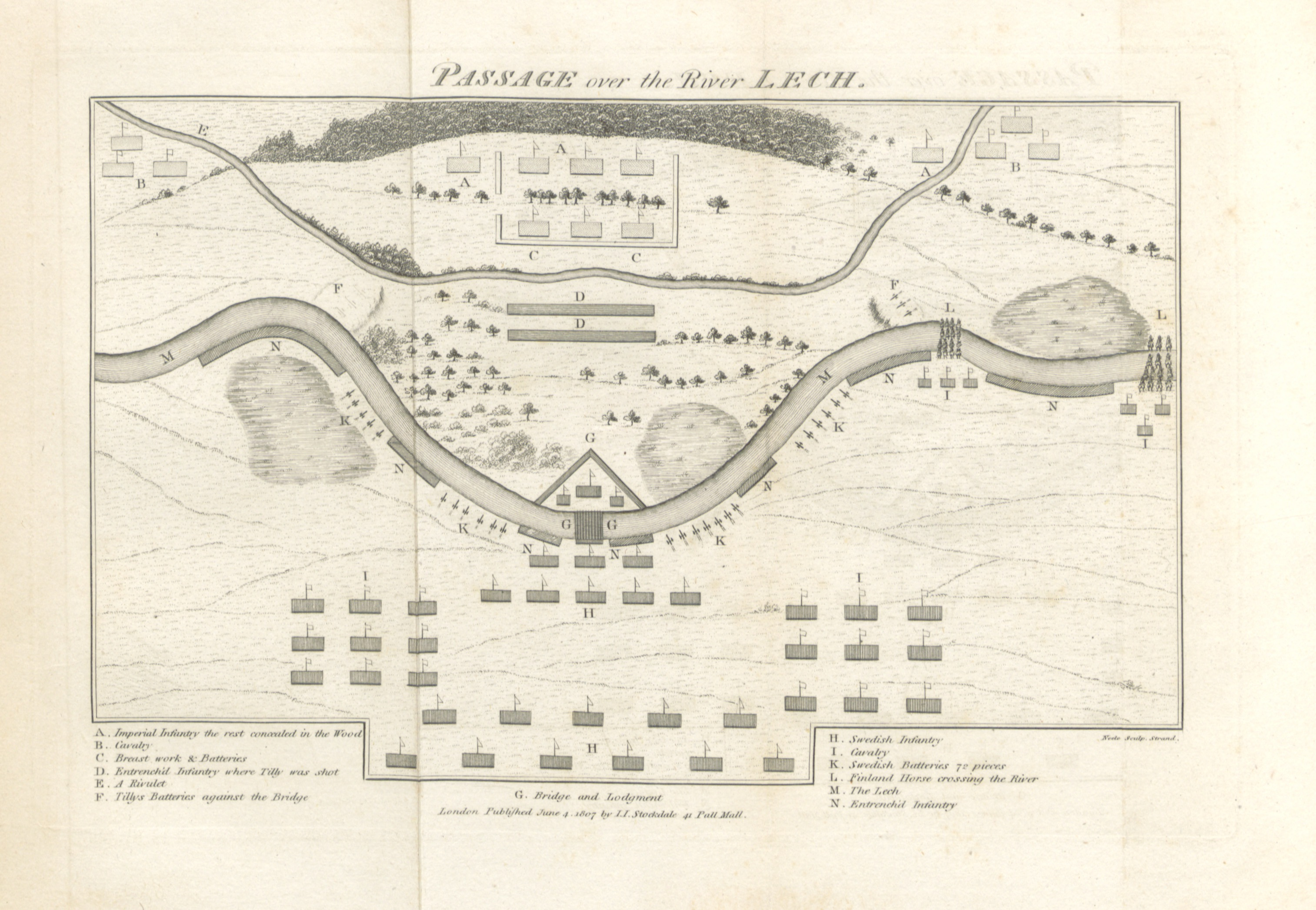
Карта сражения

## Военная ситуация
После великой победы шведской армии под командованием короля Густава Адольфа над армией Католической лиги в битве при Брейтенфельде в сентябре 1631 года шведы продвинулись через Тюрингию к Майну и по пути взяли под свой контроль Эрфурт, а крепость Мариенберг в Вюрцбурге была взята штурмом. В начале 1632 года Нюрнберг добровольно подчинился шведскому правлению. После зимних квартир армия Густава Адольфа начала наступление на Баварию и взяла Донаувёрт. В апреле 1632 года шведы планировали форсировать Лех, вторгнуться в Баварию и угрожать Ингольштадту, Ландсхуту и Мюнхену или освободить протестантский имперский город Регенсбург, которому также угрожали баварские войска. Генерал-лейтенант граф фон Тилли хотел помешать этим угрожающим планам и поэтому решил помешать шведской армии переправиться через Лех под Раином, хотя имел под своим командованием сильно ослабленную армию Лиги, в которой важную роль играли баварские войска.

## Ход сражения
В ночь на 15 апреля 1632 года подошедшие к реке Лех шведские войска под командованием Густава Адольфа соорудили мост из лодок для переправы на противоположный берег реки, занятый войсками Католической Лиги, которыми командовал австрийский полководец Иоганн Церклас фон Тилли. Король разработал следующий план предстоящего сражения. Согласно этому плану, часть шведской пехоты при поддержке тяжёлой артиллерии должна была атаковать укреплённый центр имперских войск с целью отвлечь внимание противника. Затем шведы должны были закрепиться на небольшом острове или полуострове напротив австрийского берега, вырыть там укрепления и отражать атаки противника, не опасаясь численного перевеса. К тому времени, когда имперская армия выдохнется в бесконечных попытках уничтожить мост, шведская кавалерия, переправившись в 10 км к югу от имперского левого фланга, неожиданно атакует противника, зайдя ему во фланг и тыл. Таким образом, король планировал зажать имперские войска между рекой и пехотой, с одной стороны, и кавалерией — с другой, и уничтожить ослабленную и окружённую армию Тилли.
Утром король послал 300 лёгких финских кавалеристов (хакапелита, фин. hakkapeliitat) на противоположный берег под огнём противника. Они вырыли земляные укрепления для батарей, которые затем обороняла часть шведских войск. После переправы армии шведов на другой берег Густав-Адольф успешно атаковал укрепления противника, расположенные на холме, и опрокинул его. В самом начале сражения командующий австрийскими войсками Иоганн Тилли был смертельно ранен. Его заместитель, Иоганн фон Альдринген, также был ранен и не мог руководить войсками. Курфюрст Баварии Максимилиан, один из командующих имперскими войсками, приказал армии немедленно отступать во избежание полного разгрома, оставив на поле боя большую часть артиллерии и обоза. От полного уничтожения имперскую армию спасла непогода: ночью разразилась сильная гроза с порывистым ветром, сделавшая дороги труднопроходимыми.

## Результаты
В результате выигранной битвы шведская армия имела возможность наступать в самый центр имперских владений. Густав Адольф первоначально двинулся в Ингольштадт, но затем отказался от завоевания сильно укрепленного города и не стал преследовать баварские войска, отступившие в направлении Регенсбурга. Вместо этого Густав Адольф двинулся дальше в Мюнхен, которого он достиг в середине мая, занял без сопротивления и смог собрать там большой выкуп.